# Дебьоси
Дебьо́си — село в Росії, адміністративний центр Дебьоського району Удмуртії.
Село розташоване на річці Чепца, лівій притоці Вятки, за 141 км на північний схід від Іжевська. До найближчої залізничної станції Кез 32 км. Через село проходить траса Р242, що є частиною федеральної дороги М7.

## Населення
Населення — 5720 осіб (2010; 5828 в 2002).
Національний склад станом на 2002 рік:
- удмурти — 66 %
- росіяни — 31 %

## Історія
Вперше село згадується в 1646 році в переписі Каринського стану як починок на річці Дебессі. В 1749–1754 роках в селі була збудована перша дерев'яна Миколаївська церква. 1756 року церква згоріла і була заново відбудована лише в 1767 році. З 1796 року село стає волосним центром В'ятської губернії. З початку XIX століття через Дебьоси пройшов Сибірський тракт, причому в селі сходились 2 його основні гілки — північна з Петербурга та південна з Москви. Тракт суттєво вплинув на розвиток поселення. Для його потреб в селі були збудовані поштова та земська управи, цейхгауз, кінно-етапна в'язниця та військовий лазарет. 1846 року був збудований кам'яний храм, освячений в ім'я Святої Трйці.
В 1920 році село увійшло до складу Вотської АО, де 8 грудня 1921 року стає повітовим центром та отримує статус міста. Але вже 6 листопада 1923 року повіт ліквідовується і Дебьоси стають знову селом. 1929 року село стає муніципальний округним центром. В 1939 році Троїцький храм постановою ВР Удмуртської АРСР був закритий. На сьогодні ведеться відновлення храму за старим архітектурним проектом.

## Соціальна сфера
В селі знаходиться унікальний музей історії Сибірського тракту, розташований в колишньому будинку казарми нижчих чинів кінно-етапного пункту. Разом із ділянкою тракту, яка збереглась дотепер довжиною 1,2 км, вони занесені до списку об'єктів культурної спадщини регіонального значення. В цей же список занесені братська могила червоноармійців, які загинули в боях з білогвардійцями та братська могила радянських воїнів, які померли в шпиталі в роки Другої Світової війни.
У селі працюють середня школа, дитячий садочок, дитяча школа мистецтв імені Г. М. Корепанова-Камського, районний творчо-дозвільний центр «Чупчигур», районний центр розвитку культурного туризму «Байгурезь», районний будинок ремесла, центральна районна лікарня та сільський клуб.